# 林熙隆
拿督林熙隆（1969年5月12日—），曾是马来西亚政治人物、马华公会党员、马青署理总团长，出生于马来西亚霹雳州实兆远。他曾参与2008年马来西亚大选但败给了人民公正党候选人李文材。他也是马华第六任总会长林良实和王维娜的长子。

## 早期生活
林熙隆在24岁时于伦敦大学完成政治与经济学士学位，27岁时因以上亿令吉收购数家上市公司而轰动一时。

## 政治生涯
林熙隆年满21岁时就加入了马华公会。1996年，他第一次以班底谷区会代表的身份出席了马华中央代表大会。2005年，林熙隆开始在党内竞选马青署理总团长一职，以期望走出父亲林良实的影子。

### 马青署理总团长（2005年至2008年）
2005年8月19日马青改选，林熙隆以690票在4角战中突围而出，击败其他三名对手卢诚国、廖润强和林圣财，赢获马青署理总团长一职，弟弟林熙杰也中选为马青中委。林良实之后表示，林熙隆和林熙杰的获胜是因为他们自己的能力和才能。
上任后，林熙隆在接受《星洲日报》专访时表示，他会很好的扮演老二角色，辅助与配合总团长廖中莱，搞好马青总团。他说：“我跟廖中莱虽然曾经来自不同的阵营，但是，两人的关系并没有问题。”“即使我们以前身处不同阵营，但我们是针对事情，不存有任何个人利益。”
林熙隆也驳斥一些人指他的父亲林良实干预马青选举，以让他能获胜。他说：“如果我老爸真的有这么大影响力，我为什么不打总会长，而去打马青署理总团长？”
2006年7月9日，林熙隆为马青总团体育局主办的羽毛球公开赛主持闭幕及颁奖礼时表示，马青举办羽球比赛，主要目的是鼓励华裔年轻人参与健康的活动，避免涉及不健康的活动：“我们也希望通过各类活动拉近彼此的距离，让更多的年轻人认识马华及马青，马华不是老人组织，它也有属于年轻人的活动。”
2007年3月，传出蔡细历将在来届大选腾出拉美士国会议席予林熙隆，转攻振林山国会议席一事，对此蔡细历表示不愿置评。曾任拉美士国会议员的林熙隆父亲林良实受记者追问时也表示从未听过此事。
2007年6月16日，林熙隆接受《光明日报》访问时说，他已作好成为国阵候选人的准备，但他能否参与竞选，仍须总会长黄家定及中央代表的“祝福”。

### 参与2008年大选
在2008年马来西亚大选中，马华当时的国会议员陈祖排退位让贤，由林熙隆以新兵姿态为马华公会守城，对垒第二次在原区上阵的人民公正党候选人李文材。每日新闻 (马来西亚)认为林熙隆的支持者对其寄予厚望。大选期间他曾得到了“大马羽球一哥”李宗伟的支持。最终林熙隆只得2万2328票，李文材则有2万9694张票的支持，多数票7千368张。

### 《当今大马》专访
2008年7月24日，林熙隆在于武吉白沙罗的住家接受《当今大马》英文版的专访。在被询及是否会攻打马青总团长一职时，正担任马青署理总团长的他表示，他还在聆听党员的看法，更主动表示本身正考虑转战马华母体：“我还在和许多人交谈，并聆听他们的看法，到底我应该竞选哪一个职位，可能是在青年团，或是在马华母体。如果他们认为我不应该竞选，那么我就不竞选。”针对他在党选中的胜算，林熙隆表示虽然他不谙华语及没有任何官职，但是这不会使他在党选中处于劣势。

### 马青霹雳州分团改选
在2008年9月6日的马青霹雳州分团改选中，时任马华霹雳组织秘书马汉顺以366票，打败只得184票的林熙隆，中选马青霹雳州分团团长职。林熙隆的政途也因这场败仗而被迫放慢，他在成绩出炉后宣布履行之前表明若胜出才考虑竞选高职的承诺，不会在同年10月的马华中央改选中竞选马青总团长或马华副总会长职。时任马青总秘书魏家祥表示尊重林熙隆的决定。

### 不寻求蝉联
2008年9月20日，林熙隆接受《星洲日报》访问时表示，他不会在该年10月17日寻求蝉联或竞选马青中央高职。林熙隆说，他是乐意接受与聆听基层心声的人，所以，他在全国大选落败，以及竞选霹雳州分团团长职中败北，也接获基层的讯息：“所以，我已决定不会竞选任何马青中央高职，也不寻求蝉联现有的署理总团长职。”

## 争议

### 上亿令吉收购上市公司争议
1996年至1997年，林熙隆在商人苏启文的帮助下以12亿令吉收购了6家上市公司，其中包括苏启文名下所拥有的多家挂牌公司和陈志远旗下的成功工业（Berjaya Industries Bhd），易名为《利佳太平洋公司》（Rekapacific Bhd）。民主行动党秘书长林吉祥曾于1997年6月13日向马来西亚反贪污委员会举报要求调查当中林熙隆是否涉及不正当利用其父亲林良实的政治及部长影响力。2003年7月30日，反贪会经过了6年的调查后宣布林熙隆在收购上市公司里没违法行为。
与此同时林良实与苏启文的关系也在1998年亚洲金融风暴后闹僵。2000年6月30日，苏启文入禀高庭，向林良实、林熙隆、林熙隆夫人王丽珠和林熙隆夫妇的公司Linksun Avenue私人有限公司索讨1亿5千200万令吉的欠款。同年7月11日，林良实起诉苏启文的律师诽谤，要求2亿令吉的名誉赔偿。吉隆坡高等法庭在2001年9月25日宣判撤销苏启文追讨欠款的诉讼，并谕令苏启文支付堂费。 
2008年3月，林熙隆在大选上阵务边国会议席，其事迹在大选期间再次被对手挑起。对此他回应说：“我非常感谢他们对我经商能力的赞赏，你也知道，对手总是这样的，当你有所成就时，他们会对你诸多怀疑；当你没有表现时，他们又会说你是一个没用的人。我再次感谢他们对我经商能力的肯定。”

## 家庭
林熙隆父亲为林良实，是马华公会第六任总会长、前马来西亚交通部长。母亲为王维娜，曾被指涉及马来西亚羽毛球一哥李宗伟的兴奋剂风波但被否认。弟弟为林熙杰，曾在2008年马华全国区会改选中成功击败对手成为最年轻的泗岩沫区会主席。
林熙隆的外婆萧珍珠（Seow Tin Choo）于2012年11月14日逝世。林熙隆在实兆远安顺花园的丧府受询时指出，其外婆在当日上午约11时，还向家中女佣表示肚子饿，但在女佣备妥及欲唤其用膳时，发现她在熟睡，之后，才知她已安逸逝世。